# Miguel Ángel Pichetto
Miguel Ángel Pichetto (Banfield, 24 de octubre de 1950) es un abogado y político argentino, actual diputado nacional por la provincia de Buenos Aires.  
Fue senador de la Nación Argentina por la provincia de Río Negro desde 2001 hasta 2019, por el Partido Justicialista. Además, ejerció el cargo de jefe de bloque durante diecisiete años. El 11 de junio de 2019 fue confirmado como compañero de fórmula de Mauricio Macri para competir en las elecciones presidenciales de 2019, razón por la cual renunció al bloque del PJ en la Cámara de Senadores.
Desde 2020 es miembro de la Auditoría General de la Nación en representación de la Cámara de Diputados de la Nación Argentina y desde 2021 lidera la fuerza política Encuentro Republicano Federal (ERF), dentro de la coalición Juntos por el Cambio. En mayo de 2022 anunció que sería precandidato a presidente de la Nación Argentina en las elecciones presidenciales de 2023, lo cual finalmente no ocurrió, ya que los precandidatos por su espacio fueron Patricia Bullrich y Horacio Rodríguez Larreta.

## Biografía

### Inicios
Estudió derecho en la Facultad de Ciencias Jurídicas y Sociales de la Universidad Nacional de La Plata, donde se recibió de abogado en 1976. Tras el inicio de la dictadura cívico militar argentina, se radicó en Sierra Grande, provincia de Río Negro, donde ejerció en el ámbito privado y fundó su propio estudio Jurídico, especializado en litigios laborales. 
En 1983 obtuvo su primer cargo público como concejal en Sierra Grande. Tras dos años, reemplazó a Beluz González como intendente hasta 1987. Entre 1988 y 1993 fue legislador provincial por Río Negro. Por esa provincia fue congresal del Partido Justicialista desde 1983 hasta 1991, cuando fue elegido para presidirlo hasta 1995.

### Diputado nacional (1993-2001)
En 1993 abandonó la banca provincial para ser elegido diputado nacional. En 1997 fue elegido vicepresidente del bloque del PJ en la Cámara de Diputados de la Nación Argentina. Durante este periodo su actividad legislativa estuvo referida al ámbito de los derechos penal, constitucional, del juicio político, y de la investigación de hechos ilícitos y de los atentados terroristas sufridos por Argentina, entre otros, centrándose asimismo su actividad política en el ámbito de las políticas públicas. Paralelamente, fue nombrado miembro del Consejo de la Magistratura de la Nación (1998-2005 y 2018-2019).

### Senador nacional (2001-2019)
En mayo de 2001 fue apoyado por Carlos Menem para ser candidato a Senador por Río Negro, cargo asumido el 10 de diciembre de 2001, siendo reelecto en 2007 y 2013. Desde el 30 de diciembre de 2002 hasta su renuncia el 11 de junio de 2019, fue el presidente del bloque justicialista de la Cámara de Senadores de la Nación, durante 17 años y cuatro presidencias (Duhalde, Kirchner, Fernández de Kirchner y Macri). 
En las elecciones a la gobernación por Río Negro de 2007 fue vencido por Miguel Saiz, radical cercano al presidente Néstor Kirchner. Saiz obtuvo el 46,1% y Pichetto quedó en segundo lugar con el 40,2%. En 2011 se quedó fuera de la gobernación de la provincia luego de perder la interna a manos de Carlos Soria, por ese entonces titular del PJ rionegrino. En las elecciones de 2015 se presentó como candidato a gobernador nuevamente, perdiendo las elecciones con Alberto Weretilneck 52,7% a 33,9% quien se presentaba a la reelección por Río Negro. Tras la derrota electoral de 2015 perdió la jefatura del Partido Justicialista de Río Negro.
Desde su banca, Pichetto acompañó los principales proyectos del gobierno de Cristina Fernández de Kirchner, como la resolución 125, la estatización de las AFJP y la ley de medios.

#### Proyecto de Canon Digital
El 28 de junio de 2011, Pichetto -en ese momento líder de la bancada mayoritaria del Frente para la Victoria en el Senado- presentó un proyecto de ley para crear un impuesto denominado «canon digital», el cual gravaría todos los dispositivos electrónicos que sirvan para almacenar archivos digitales. El proyecto fue firmado por Pichetto y el senador socialista Rubén Giustiniani. El objetivo de la ley era recaudar vía impositiva un monto de entre el 1% y el 75% del precio de mercado de los bienes tecnológicos, para «compensar» a los titulares de derechos intelectuales por la costumbre generalizada copiar obras digitalmente. Fue elaborado con la participación de la Cámara Argentina de Productores de Fonogramas y Videogramas (CAPIF), la Sociedad Argentina de Autores y Compositores (SADAIC), Sociedad General de Autores de la Argentina (Argentores), Asociación Argentina de Intérpretes (AADI), Sociedad Argentina de Gestión de Actores Intérpretes (SAGAI) y Directores Argentinos Cinematográficos (DAC), los cuales serían los encargados de recaudar, administrar y distribuir el canon. El proyecto contó con el apoyo de todos los bloques.
El proyecto estuvo a punto de tratarse en el Senado, pero su consideración fue suspendida pocas horas antes de empezar la sesión, debido al rechazo generalizado expresado en las redes sociales, principalmente Facebook y Twitter. La Fundación Vía Libre también se opuso al canon, explicando su anticonstitucionalidad. El colectivo hacktivista Anonymous inutilizó los servidores del Senado en la madrugada del 29 de junio, como protesta por el hecho. Finalmente el proyecto retornó a la Comisión de Legislación General del Senado, para ser analizado con mayor profundidad, sin que volviera a tratarse.

#### Presidencia de Mauricio Macri
Luego de que el empresario Mauricio Macri asumiera la presidencia en diciembre de 2015, Pichetto acompañó varios de los proyectos legislativos de la nueva gestión. Uno de ellos fue el pago voluntario de 9.300 millones USD a los fondos buitre, bajo el argumento de que permitiría salir al país de un default en el que se encontraba. También apoyó la reforma previsional llevada a cabo en 2017, que implicó una reducción del 3% de las jubilaciones promedio para 2018 y del 8% para 2019, con un recorte presupuestario en seguridad social de 72.000 millones ARS (4.100 millones USD) para el año fiscal 2018. El entonces ministro del interior, Rogelio Frigerio, destacó que el rol de Pichetto "ha sido fundamental" para la aprobación de "más de 200" leyes favorables al gobierno de Cambiemos.

### Elecciones de 2019
Pichetto creó en 2017 el bloque Argentina Federal, un bloque en las cámaras de Diputados y Senadores dialoguista con el gobierno de Mauricio Macri. Los senadores del peronismo conservador y los que responden a los gobernadores del PJ quedaron bajo el mando de Pichetto, en lo que fue un puente directo con la Casa Rosada; pudiendo, en alianza con Cambiemos, aprobar los proyectos de ley que sean necesarios para el gobierno. Mientras que los integrantes del Frente para la Victoria, incluida la expresidenta Cristina Fernández de Kirchner siguieron en el bloque del Frente para la Victoria-PJ presidido por el senador por Neuquén Marcelo Jorge Fuentes.
En septiembre de 2018 funda el espacio Alternativa Federal, para agrupar al peronismo antikirchnerista y "superar la grieta", junto a Sergio Massa, líder del Frente Renovador y exjefe de Gabinete de Cristina Fernández de Kirchner, Juan Schiaretti, gobernador de la provincia de Córdoba, y Juan Manuel Urtubey, gobernador de la provincia de Salta. En los meses posteriores a su conformación, Alternativa Federal se amplió con el apoyo de ocho gobernadores de provincia peronistas: Gustavo Bordet (Entre Ríos), Mariano Arcioni (Chubut), Juan Manzur (Tucumán), Domingo Peppo (Chaco), Rosana Bertone (Tierra del Fuego), Sergio Casas (La Rioja), Hugo Passalacqua (Misiones), y Gerardo Zamora (Santiago del Estero). También se incorporó el Movimiento Libres del Sur, liderado por Humberto Tumini.
En los meses previos a la inscripción de las alianzas, los líderes de Alternativa Federal se reunieron con Consenso 19, un espacio surgido en marzo de 2019 liderado por Roberto Lavagna, exministro de Economía de los presidentes Eduardo Duhalde y Néstor Kirchner, apoyado principalmente por el dirigente sindical Luis Barrionuevo y el expresidente Eduardo Duhalde, todos pertenecientes al peronismo, al que se sumaron el Partido Socialista, y el GEN liderado por Margarita Stolbizer, para negociar la conformación de una alianza electoral común. Pero el intento fracasó debido a la negativa de Lavagna (líder de Consenso 19) de competir en internas con los otros candidatos presidenciales (Massa, Urtubey y Pichetto). Pocos días antes de la fecha para inscribir las alianzas, Alternativa Federal quedó disuelta de hecho, luego de que varios gobernadores abandonaran el proyecto y se sumaran al frente de unidad que gestionaba el Partido Justicialista y el kirchnerismo, de que Schiaretti se alejara de las gestiones para tomar vacaciones, y el Frente Renovador decidiera iniciar negociaciones para integrarse al frente impulsado por el Partido Justicialista.
Pichetto inició negociaciones para integrarse al frente oficialista liderado por Macri. El 11 de junio de 2019, el presidente Mauricio Macri anunció en su cuenta de Twitter que su compañero de fórmula sería el senador peronista por Río Negro, Miguel Ángel Pichetto. Al día siguiente, la alianza fue inscrita con el nombre Juntos por el Cambio. Tras ser elegido compañero de fórmula por Mauricio Macri para la vicepresidencia de la nación por Cambiemos, Pichetto renunció a la presidencia y al bloque del PJ en la cámara de senadores de la nación. Finalmente, la fórmula Macri-Pichetto fue derrotada con el 40.28% de los votos.

### Auditor General de la Nación (desde 2020)
El 22 de julio del 2020 fue elegido Auditor General de la Nación y entró en funciones. Desde 2021 es el presidente de Encuentro Republicano Federal. El 1 de diciembre de 2021 saco su libro Capitalismo o Pobrismo donde habla de su ideología y algunas propuestas.
En mayo de 2022 en una reunión de su partido lanzó su precandidatura a presidente para las elecciones presidenciales del 2023 dentro de la coalición Juntos por el Cambio.
El 21 de junio de 2023 anunció que se bajaría de la carrera presidencial, para encabezar la lista de diputados nacionales por la provincia de Buenos Aires acompañando la precandidatura a la gobernación de Diego Santilli.

### Distinciones
En 2018 la Fundación Konex le otorgó el Diploma al Mérito a la disciplina Legisladores por el Período 2008-2017. El 4 de febrero de 2019 fue nombrado visitante notable por el Consejo Deliberante de General Pueyrredón, partido que encabeza la ciudad de Mar del Plata. Por su trabajo como Auditor General de la Nación, recibió un reconocimiento por parte del Colegio de Abogados de Morón.

## Controversias

### Discriminación entre argentinos en función de la religión
El 21 de febrero de 2013, durante el debate en el Senado por la aprobación del Memorándum de Entendimiento Argentina-Irán, Pichetto hizo esta declaración sobre las víctimas del atentado a la AMIA:

"El atentado a la AMIA le costó la vida a argentinos de religión judía y a argentinos argentinos que estaban en ese lugar."

Estos comentarios fueron repudiados por la DAIA por considerarlas discriminatorias. El senador se disculpó públicamente mediante un documento enviado al titular de dicho organismo:

“Indudablemente cometí un error, en virtud del calor del debate. Es mi deseo pedir disculpas a usted, y por su intermedio a toda la colectividad judía, por esta desafortunada frase.”

### Sobre la inmigración
En 2016, declaró en el programa La Mirada:

"...funcionamos como ajuste social de Bolivia, es muy interesante, y ajuste delictivo de Perú... ellos resuelven el problema desde el punto de vista de su realidad y mejoran, incluso, el funcionamiento de sus países, y la Argentina incorpora toda esta resaca donde no tenemos control migratorio, donde no hemos tenido... esto es una situación que estamos arrastrando desde la década de los noventa..."

Sus declaraciones fueron calificadas como xenófobas, y repudiadas con vehemencia. Inclusive cosechó rechazos en el seno de su partido, el Frente para la Victoria. El diputado del Parlasur y exembajador del Vaticano, Eduardo Valdés, solicitó la expulsión de Pichetto como presidente de bloque del partido. El INADI anunció que iniciaría acciones legales en el marco de la Ley Antidiscrimatoria, luego de las denuncias recibidas por parte del consulado de Bolivia y de la embajada de Perú. Por otra parte, el principal dirigente neonazi de Argentina, Alejandro Biondini, manifestó sentirse "un moderado" frente a las expresiones de Pichetto. A pesar de las fuertes críticas recibidas, Pichetto no se retractó ni pidió disculpas por sus dichos, y declaró en una entrevista: "No me importa que me digan xenófobo". Asimismo, sostuvo su cuestionamiento a la política migratoria de Argentina, llamando a "observar qué migrantes entran" y a "cuidar las fronteras".
Con anterioridad, Pichetto también se había referido a los senegaleses en similares términos despectivos, al afirmar que el país “está lleno de senegaleses” pero “ninguno en actividad lícita”, tildándolos además de "mafia senegalesa".
En 2019, durante la campaña previa a las elecciones, Pichetto propuso "dinamitar" y "volar por el aire" los asentamientos precarios (villas) donde se vende droga, además de calificar la venta de estupefacientes como un atributo de la nacionalidad paraguaya:

“Había dos colas. Una que manejaba el narcotráfico paraguayo... para no ponerle calificación de nacionalidades, porque después se enojan conmigo: una nacionalidad determinada que tiene vinculación con la marihuana... y otros muchachos de afuera del país, vendían cocaína. Todo esto fue tomado por un drone y después entró la Gendarmería. La verdad, habría que dinamitar todo, que todo vuele por el aire.”

Por estas declaraciones, fue denunciado ante la justicia por "intimidación pública, incitación a la violencia e instigación a cometer delito". Con posterioridad, sostuvo que no quiso decir que había que dinamitar las villas, afirmando que: "La verdad es que no nos fue muy bien en las villas en términos de votos, pero no tengo nada con la gente que vive en la villa, con la gente que trabaja no hay problemas... Ahora, a los que delinquen y venden drogas hay que darles con todo."

### Sobre las jubilaciones
En 2017, Pichetto apoyó el proyecto de ley para reformar el sistema previsional. Si bien la ley no establecía el aumento de la edad jubilatoria obligatoria, se implementó una edad optativa mayor de 70 años (sobre la obligatoria de 65), creando un condicionamiento económico para postergar el retiro.

"...Hay mucha gente que no quiere jubilarse a los 65. Por ahí en la casa está la mujer, es mejor quedarse afuera..."

El senador del peronismo conservador argumentó luego que en realidad se trató de "un chiste".

### Sobre la sexualidad de una ministra
En febrero del 2023 Pichetto realizó polémicas declaraciones en relación con la sexualidad de la ministra Ayelén Mazzina. Pichetto afirmó que "El Ministerio de la Mujer está en manos de una chica que es lesbiana, podrían haber puesto a una mujer.” El comentario realizado en el marco de la campaña electoral del 2023 generó un amplio rechazo de varios sectores de la población argentina. Pocas semanas después Pichetto admitió su interés en postularse como precandidato a presidente por el frente Cambiemos.

### Sobre el pueblo mapuche
El 22 de febrero del 2023, Pichetto protagonizó otra declaración pública polémica dirigida hacia el pueblo mapuche. Pichetto declaró que los mapuches "son un pueblo invasor" y "no son originarios de Argentina sino de Chile". A continuación agregó que: “En Argentina por suerte apareció (Julio Argentino) Roca y la Patagonia es argentina por Roca"  en referencia a la denominada conquista del desierto. Fue denunciado ante el INADI por sus comentarios racistas, discriminadores contra el pueblo mapuche y cuestionado por numerosas organizaciones de los pueblos originarios.
Sobre la música folklórica del NOA
En una entrevista radial para el medio 540° Cenital  Pichetto, el 27 de febrero del 2025 , hizo declaraciones despreciativas y xenófobas respecto al folklore argentino, en el contexto de hablar sobre migraciones internas : "el charanguito y la música del Norte no tienen nada que ver con la Argentina" repugnado por autoridades políticas (Ministerio de Turismo y Cultura de Jujuy, Secretaria de Cultura de Salta) y por un amplio abanico de la colectividad artística (Gustavo Santaolalla, Bruno Arias, el maestro Juan Falú) Pichetto persistió en sus polémicas declaraciones, sin rectificarse , y refiriéndose como "el chistecito del charango'